# Myrmeleon caninus
Myrmeleon caninus är en insektsart som beskrevs av Fabricius 1793. Myrmeleon caninus ingår i släktet Myrmeleon och familjen myrlejonsländor. Inga underarter finns listade i Catalogue of Life.